# Segunda División 1969/70
Die Segunda División 1969/70 war die 39. Spielzeit der zweithöchsten spanischen Fußballliga. Sie begann am 7. September 1969 und endete am 7. Juni 1970. Zwischen dem 28. Juni und 5. Juli 1970 wurden die Relegationsspiele ausgetragen. Meister wurde Real Gijón.

## Vor der Saison
Die 20 Mannschaften trafen an 38 Spieltagen jeweils zweimal aufeinander. Die drei besten Mannschaften stiegen in die Primera División auf.
Die letzten vier Vereine stiegen direkt ab, die Teams auf den Plätzen 13 bis 16 mussten in der Relegation gegen den Abstieg kämpften.
Als Absteiger aus der Primera División nahmen CD Málaga, Español Barcelona und FC Córdoba teil. Aus der Tercera División kamen Bilbao Atlético, CD Castellón, CD Ourense, CA Osasuna, UD Salamanca und UE Sant Andreu.

## Abschlusstabelle
| Pl. | Verein                | Sp. | S  | U  | N  | Tore    | Diff. | Punkte |
| --- | --------------------- | --- | -- | -- | -- | ------- | ----- | ------ |
| 1.  | Real Gijón            | 38  | 23 | 8  | 7  | 077:320 | +45   | 54:22  |
| 2.  | CD Málaga (A)         | 38  | 17 | 15 | 6  | 056:330 | +23   | 49:27  |
| 3.  | Español Barcelona (A) | 38  | 19 | 11 | 8  | 063:280 | +35   | 49:27  |
| 4.  | Betis Sevilla         | 38  | 16 | 15 | 7  | 044:340 | +10   | 47:29  |
| 5.  | FC Córdoba (A)        | 38  | 17 | 9  | 12 | 040:400 | ±0    | 43:33  |
| 6.  | Rayo Vallecano        | 38  | 14 | 13 | 11 | 041:320 | +9    | 41:35  |
| 7.  | Real Oviedo           | 38  | 14 | 12 | 12 | 039:320 | +7    | 40:36  |
| 8.  | UE Sant Andreu (N)    | 38  | 13 | 11 | 14 | 032:340 | −2    | 37:39  |
| 9.  | Ontinyent CF          | 38  | 15 | 6  | 17 | 034:330 | +1    | 36:40  |
| 10. | Club Ferrol           | 38  | 14 | 8  | 16 | 037:500 | −13   | 36:40  |
| 11. | CD Castellón (N)      | 38  | 14 | 7  | 17 | 036:430 | −7    | 35:41  |
| 12. | CD Calvo Sotelo       | 38  | 12 | 11 | 15 | 037:430 | −6    | 35:41  |
| 13. | Bilbao Atlético (N)   | 38  | 13 | 9  | 16 | 033:390 | −6    | 35:41  |
| 14. | Burgos CF             | 38  | 12 | 11 | 15 | 046:540 | −8    | 35:41  |
| 15. | CA Osasuna (N)        | 38  | 12 | 9  | 17 | 052:570 | −5    | 33:43  |
| 16. | CD Ilicitano          | 38  | 11 | 10 | 17 | 046:590 | −13   | 32:44  |
| 17. | Real Valladolid       | 38  | 12 | 8  | 18 | 045:590 | −14   | 32:44  |
| 18. | Real Murcia           | 38  | 9  | 13 | 16 | 034:460 | −12   | 31:45  |
| 19. | UD Salamanca (N)      | 38  | 11 | 8  | 19 | 035:540 | −19   | 30:46  |
| 20. | CD Ourense (N)        | 38  | 11 | 8  | 19 | 036:550 | −19   | 30:46  |

Platzierungskriterien: 1. Punkte – 2. Direkter Vergleich (Punkte, Tordifferenz, geschossene Tore) – 3. Tordifferenz – 4. geschossene Tore

| (A) | Absteiger der Saison 1968/69       |
| (N) | Neuaufsteiger der Tercera División |

## Relegation
|                   | Gesamt |                | Hinspiel | Rückspiel |
| ----------------- | ------ | -------------- | -------- | --------- |
| FC Terrassa       | 2:3    | Burgos CF      | 2:0      | 0:3       |
| CD Ilicitano      | 2:2    | Real Santander | 2:2      | 0:0       |
| Hércules Alicante | 4:1    | CA Osasuna     | 4:0      | 0:1       |
| Bilbao Atlético   | 3:3    | FC Villarreal  | 2:1      | 1:2       |

Entscheidungsspiele:
|                | Ergebnis |                 |
| -------------- | -------- | --------------- |
| Real Santander | 1:0      | CD Ilicitano    |
| FC Villarreal  | 2:1      | Bilbao Atlético |

CD Ilicitano, CA Osasuna und Bilbao Atlético stiegen ab.

## Nach der Saison
Aufsteiger in die Primera División
- 01. – Real Gijón
- 02. – CD Málaga
- 03. – Español Barcelona

 Absteiger in die Tercera División
- 13. – Bilbao Atlético
- 15. – CA Osasuna
- 16. – CD Ilicitano
- 17. – Real Valladolid
- 18. – Real Murcia
- 19. – UD Salamanca
- 20. – CD Ourense

 Absteiger aus der Primera División
- Deportivo La Coruña
- RCD Mallorca
- Pontevedra CF

 Aufsteiger in die Segunda División
- FC Cádiz
- Hércules Alicante
- UP Langreo
- CD Logroñés
- CD Colonia Moscardó
- Real Santander
- FC Villarreal